# サドコ

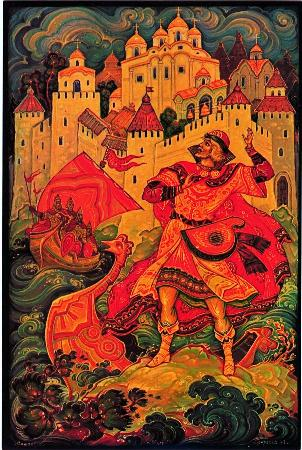
パレフで描かれたサドコ。

サドコ（サトコ、サトコーとも。ロシア語: Садко、英語: Sadko）は、中世ロシアの叙事詩「ブィリーナ」の登場人物である。彼は、ノヴゴロド出身の冒険家、商人であり、またグースリの演奏家でもあった。

## 物語
宴会の席でのグースリ演奏で生計を立てていたサドコは、宴会に呼ばれない日が続いたことから、寂しさのあまりイリメニ湖の岸辺でグースリを奏でていた。すると湖面が突然波立ったため、怖くなって帰宅した。そうした事が2度続き、3度目に、水の王が湖面に現れた。彼はサドコの演奏を喜んでおり、サドコを援助すると申し出た。彼が言うには「湖で金の鰭のある魚を獲れるか、地元の商人と賭をせよ。魚を獲れるように取り計らうから、おまえは商人の店を得て金持ちになれるだろう」。翌日、豪商が催した宴会に呼ばれたサドコは、居合わせた商人達が財産などを自慢し合う中でイリメニ湖にいる金の鰭の魚の話をしたが、誰もが彼の話を疑った。魚が実在するかどうかに、6人の商人が自分の店を賭け、サドコは自分の首を賭けた。果たしてサドコが湖で金の鰭の魚を獲ったことから、商人は賭け金として自分の店を大量の商品ごとサドコに渡さなければならなくなった。そうして得た6軒の店によってサドコは豪商となった。

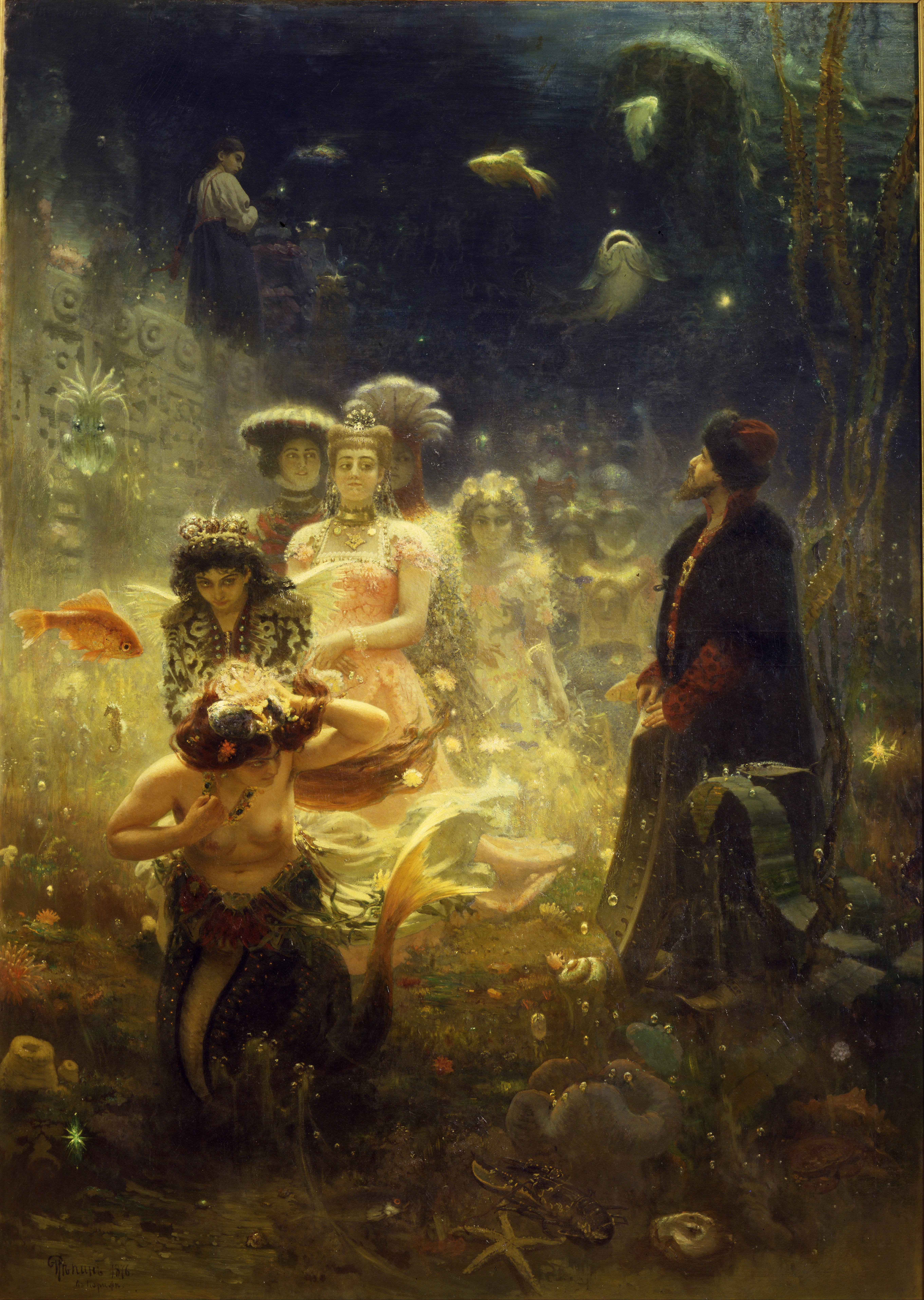
海底の王国でのサドコ。イリヤ・レーピンによる。

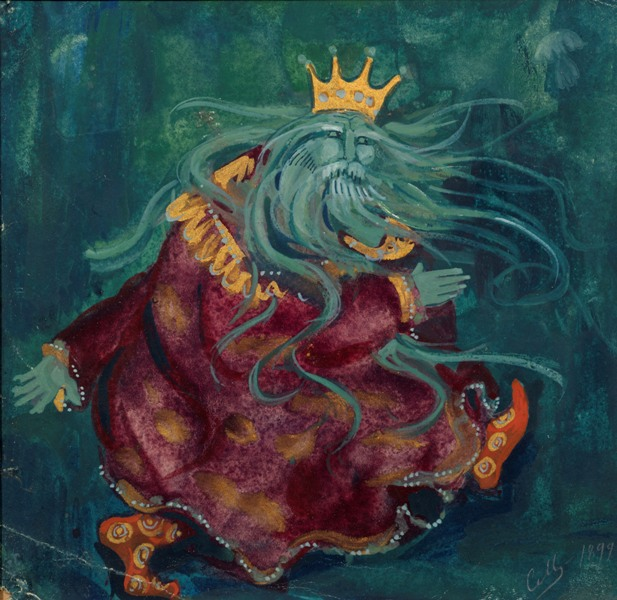
海の王はこのような姿で描かれることがある。Sergey Malyutinによる。

サドコは新たに得た富を元手に商売を始めた。財産はどんどん増え、妻も娶った。豪華な館を建て、しばしば宴会を催した。間もなくサドコは30艘の船を作り、海を越えた外国でノヴゴロドの生産物を売りさばいた。その帰りに、船隊が海のただ中で動けなくなり、嵐に翻弄された。サドコは、自分が海の王に相応な貢ぎ物を捧げていなかったことに思い当たり、金貨、銀貨、そして真珠の入った樽を次々に海に放り入れて王をなだめようとしたが、無益に終わった。王が人間を求めていると気付いたサドコは、船員達と共にくじを作り、各々がくじを海に投げ入れた。すると、3度ともサドコのくじだけが海中に沈んだ。サドコは覚悟を決め、遺書をしたためると、グースリを持って海に飛び込んだ。
サドコは海の王の宮殿に迎えられ、そこで王のためにグースリを演奏した。王が喜んで踊り始めると、海上では海が大荒れとなり、たくさんの船が沈みそうになった。船員達の助けを求める祈りを聞き入れた守護聖者・モジャイスクのニコラが、サドコの傍らに現れ、地上へ戻るための方法を助言した。助言に従い、サドコはグースリの弦を切った。演奏を聴けなくなった海の王は、サドコに花嫁を与えることとした。サドコは、自分の前を進んでいく300人の娘達を見送り、次の300人の娘達も見送り、さらに次の300人の娘達を見送りかけたところで、ニコラに教えられていた美しい娘チェルナヴァを見つけ、彼女を花嫁に選んだ。宴会が開かれ、それが終わると、サドコは寝室でチェルナヴァの傍らに横たわり、助言を守って何もせずに眠った。
サドコは目を覚まし、そこが故郷にあるチェルナヴァ川の岸辺だと気付いた。サドコがヴォルホフ川へ向かうと、30艘の船がちょうど帰還したところで、彼の妻が船員達がともに彼の供養をしていた。驚きと喜びの中で再会を果たした後、サドコは船から財産を下ろさせて蔵に入れた。間もなく、モジャイスクのニコラと交わした約束に従ってニコラの大聖堂を建て、さらに聖母のための教会も建てた。その後サドコは海には出ずに町で暮らしたという。

## 主題
物語の中でサドコは、船上の人々の間でくじ引きを行ない、海に投身するよう選ばれている。この、聖書にみられるヨナの物語に由来するモチーフは、多くの文学に広まっている。たとえば、チャイルド・バラッドの57番、「Brown Robyn's Confession」にも現れている。

## 翻案
この物語は、19世紀に、スラブ主義運動 (Slavophilia) の高まりとともに数人の著述家に注目され、いくつかの派生作品の基礎となった。特筆すべき例は、アレクセイ・コンスタンチノヴィッチ・トルストイによる詩『サトコ』と、ニコライ・リムスキー＝コルサコフによって制作されたオペラ『サトコ』である

。またリムスキー＝コルサコフは、リブレット（歌劇の台本）も書いている。1953年にはアレクサンドル・プトゥシコが、オペラに基づく映画『サトコ』（邦題『虹の世界のサトコ』）を監督した。
1990年代のフランスのTVアニメーション番組『ブロカ通りの物語』 (fr:Les Contes de la rue Broca (série télévisée d'animation)) の第15話が『Sadko』である。
2018年にはロシアのCTBによるCGアニメーション映画『サトコ』 (ru:Садко (мультфильм)) が公開された。

## 史実との対比
サドコは、ヤロスラフ賢公の暗喩として見ることができる。サドコによるノヴゴロドの人々の「リベレーション」は、ヤロスラフによるノヴゴロド公国の建設に関連づけることもできる。サドコはまた、いくらかはソドコ・スィチニツ にも基づいているかも知れない。その人物は、1167年にノヴゴロドのヂエチネツ（デティネツとも。都市の中核）内に石造りのボリス・グレブ教会を建設する際に後援したとして、『ノヴゴロド第一年代記』に名前を挙げられている。
物語が成立した時期は、主題によって11世紀以前だとも、モデルとなったとみられるソドコ・スィチニツのいた12世紀だとも考えられている。また、オペラの『サトコ』の場合は、13世紀から14世紀の、モンゴル帝国の支配を受けていたロシアにおいて、侵攻を免れていたノヴゴロドが中心都市となっていた時期が舞台だとされている。

### 注釈

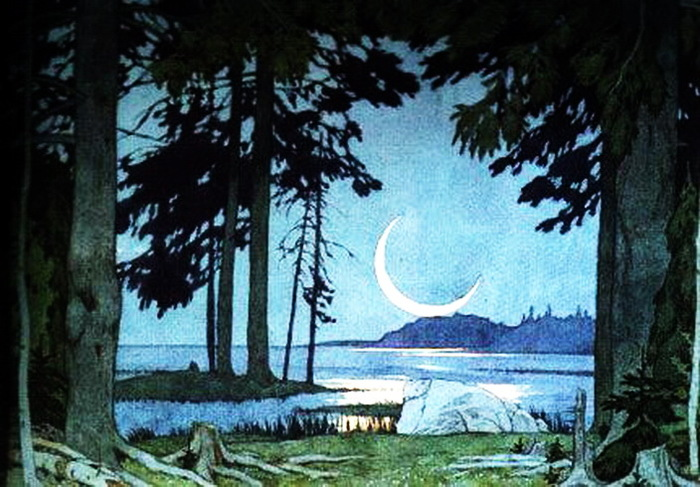
イヴァン・ビリビンがオペラ『サトコ』のために描いた、イルメン湖（イリメニ湖）の夜景。